# Rosa Melchor Quiralte
Rosa Melchor Quiralte és una política i funcionària espanyola, alcaldessa d'Alcázar de San Juan des de 2015. Membre del Partit Socialista Obrer Espanyol (PSOE), va ser diputada a la vi, vii i viii legislatures de les Corts de Castella-la Manxa.
Va ingressar jove a les Joventuts Socialistes d'Espanya; després al PSOE i, des de 1987, també a la Unió General de Treballadors (UGT). Auxiliar administrativa, va ser elegida regidora de l'Ajuntament d'Alcázar de San Juan el 2003. Va ser també diputada per Ciudad Real a les Corts de Castella-La Manxa des de 2003, i va repetir escó a les vii i viii legislatures. No va resultar triada a les municipals de 2007. Tampoc va ser elegida regidora a les municipals de 2011, però després de la renúncia a l'acta de dos regidors socialistes, va tornar al consistori alcazareny. Cap de llista del PSOE a les eleccions municipals de 2015, va ser investida com a alcaldessa el 13 de juny de 2015. Va renovar el seu mandat com a alcaldessa després de les eleccions municipals de maig de 2019.